# ألساندرو سكارلاتي
ألساندرو سكارلاتي (Alessandro Scarlatti) عاش (باليرمو 1660-نابولي 1725 م) هو مؤلف موسيقى إيطالي. من مؤسسي المدرسة النابولية (نسبة إلى مدينة نابولي) للأوبرا الباروكية، كان أستاذا على الفرقة الغنائية في البلاط الملكي (مملكة نابولي والصقليتين)، ألٌف العديد من الأعمال الأوبرالية، والتي تميزت بافتتاحيتها وألحانها الإيقاعية. خلف وراءه العديد من الكنتاتات، الأوراتوريوهات، ومقطوعات للكلافسن (البيانو القيثاري). هو والد المؤلف دومينيكو سكارلاتي.

## روابط خارجية
- ألساندرو سكارلاتي على موقع الموسوعة البريطانية (الإنجليزية)
- ألساندرو سكارلاتي على موقع ألو سيني (الفرنسية)
- ألساندرو سكارلاتي على موقع ميوزك برينز (الإنجليزية)
- ألساندرو سكارلاتي على موقع إن إن دي بي (الإنجليزية)
- ألساندرو سكارلاتي على موقع أول ميوزيك (الإنجليزية)
- ألساندرو سكارلاتي على موقع ديسكوغز (الإنجليزية)